# Autoridad de supervisión prudencial y de resolución
La Autoridad de supervisión prudencial y de resolución (en francés: Autorité de contrôle prudentiel et de résolution o ACPR) es una autoridad administrativa independiente, sin personalidad jurídica, que supervisa la actividad de bancos y seguros en Francia. Fue fundada en enero de 2010 por la orden n.º 2010-76 , tras la fusión de la Comisión bancaria, la Autorité de contrôle des assurances et des mutuelles (ACAM), el comité de las compañías de seguros (CEA) y el comité de los establecimientos de crédito y empresas de inversión (CECEI).
Esta fusión fue prevista en el artículo 152 de la ley sobre la modernización de la economía de 2008 por el que se autorizaba al gobierno Fillon a hacerlo mediante una ordenanza. El ACPR tiene la tarea de velar por «la preservación de la estabilidad del sistema financiero y la protección de los clientes bancarios, asegurados, adheridos a planes de pensiones y beneficiaros de las personas bajo su control» (artículo L. 612-1 de la Código monetario y financiero francés, CMF).
El ACPR está en estrecha cooperación con la Autorité des marchés financiers (AMF) y TRACFIN. Además, representa a Francia en los foros internacionales de banca y seguros.

## Historia
El ACPR ha sucedido a la Autoridad de control prudencial (ACP), que es en sí el resultado de la fusión de la Autoridad de supervisión des assurances et des mutuelles (ACAM) y la Comisión bancaria.
En esta ocasión, la Comisión bancaria se fusionó con la Autoridad de control de los seguros (ACAM), con el fin de establecer, a continuación, el ACPR.

### Informe sobre la organización y funcionamiento de la supervisión financiera
El informe Deletré, presentado en enero de 2009 por el ministro de Economía y Finanzas, abogó por la fusión de la Comisión de banca con laCAPA en la Autoridad de supervisión prudencial y de resolución (ACPR) del sector financiero, que podría asumir también las funciones de las autoridades de acreditación proporcionada por el CECEI para los bancos y por el Comité de empresas de seguros (CEA) para los seguros y mutualidades (planes de pensiones).
Esta nueva autoridad forma junto con la AMF, los dos pilares del modelo de supervisión financiera "twin peaks", la AMF está a cargo de la supervisión de los mercados y la CAPRA se encargaría de la conducta del mercado.
Este informe también ha puesto un gran énfasis en la evolución del consumidor bancario y la necesidad de una orientación precisa de la distribución de los servicios bancarios.

## Composición
El Colegio de supervisión de la Autoridad es presidido por el Gobernador del Banco de Francia y cuenta con 19 miembros:
1. el gobernador del Banco de Francia, o el vicegobernador que él designe para representarlo, que ostentará la presidencia;
2. un vicepresidente, con experiencia profesional en el campo de los seguros designado por los ministros responsables de la economía, de seguridad social y las mutualidades;
3. el presidente de la Autorité des marchés financiers (AMF) ;
4. un asesor nombrado por el presidente del Senado ;
5. un asesor nombrado por el presidente de la Asamblea nacional ;
6. el presidente de la Autoridad de las normas contables ;
7. un consejero de Estado, a propuesta del vicepresidente del Consejo de Estado ;
8. un asesor del Tribunal de casación propuesto por el primer presidente de la Corte de casación ;
9. un consejero principal del Tribunal de cuentas, propuesto por el primer presidente del Tribunal de cuentas ;
10. dos miembros elegidos por su competencia en materia de protección de los clientes o de las técnicas cuantitativas y actuariales o de otros materias relevantes para el ejercicio por parte de la Autoridad de sus funciones;
11. cuatro miembros elegidos por sus habilidades en las áreas de seguros, fondos de pensiones, del fondo de previsión o de reaseguros ;
12. cuatro miembros elegidos por sus habilidades en el área de las operaciones bancarias, de servicios de pago o servicios de inversión.

El secretario general de la ACPR es también nombrado por decreto del ministro de Economía, a propuesta del presidente de la ACPR.
Los subcolegios.
Los subcolegios, uno para la banca y otro para los seguros, son competentes para casos individuales y generales de los temas específicos de su sector. Están compuestos por ocho miembros cada uno. 
La formación limitada del Colegio de supervisión.
Formada por ocho miembros, se ocupa de las cuestiones individuales susceptibles de tener un efecto significativo en los dos sectores o sobre la estabilidad financiera como un todo. También es responsable de la revisión de los asuntos relacionados con la supervisión de los conglomerados financieros. 
El Colegio de resolución fue creado por la ley n.º 2013-672, de 26 de julio de 2013, de la separación y la regulación de las actividades bancarias. Es presidido por el gobernador del Banco de Francia, François Villeroy de Galhau , y se compone de seis miembros. El Colegio de resolución es el responsable de garantizar el desarrollo y la aplicación de las medidas de prevención y resolución de crisis bancarias. 
Los trabajos del Colegio de resolución están preparados, dentro de los ACPR, por parte de una dirección específica, a la cual el gerente es nombrado por decreto del ministro de Economía, a propuesta del gobernador del Banco de Francia y presidente de la ACPR.
El Comité de sanciones cumple una función de un tribunal, del sector bancario y de seguros.

## Misiones
Las misiones principales de la ACPR son cinco. Son descritas por el Código monetario y financiero.
En el marco de los controles de los diferentes actores en el sector bancario y financiero (entidades de crédito, las entidades de pago, compañías de seguros, los intermediarios en las transacciones bancarias y el pago de servicios, intermediarios de seguros, los intermediarios en el micromecenazgo, principalmente), el ACPR tiene las facultades de sanción inmediata, como medida preventiva. En el ámbito de los seguros, estos poderes fueron reducidos por una decisión del Consejo constitucional, el 6 de febrero de 2015.

## Funcionamiento
La Autoridad lleva a cabo inspecciones de forma remota, así como inspecciones in situ. Las entidades reciben una carta a tal efecto.
Actúa en coordinación con otras Autoridades, tales como la Autoridad de los mercados financieros o la Autoridad Bancaria Europea, así como con el Banco Central Europeo, que tiene un papel esencial en la supervisión bancaria, desde el 4 de noviembre de 2014, fecha en que se creó el Mecanismo Único de Supervisión.

## Comisión sancionadora
Actúa como un tribunal a través de la imposición de sanciones y multas derivadas del incumplimiento de la normativa de solvencia y conducta.